# Georg von Trapp
Pour les articles homonymes, voir Trapp.
Georg Ludwig Ritter von Trapp (4 avril 1880 - 30 mai 1947) est un officier de la marine austro-hongroise qui devint plus tard le patriarche des Trapp Family Singers.